# Sansha
Sansha (chiń. 三沙; pinyin Sānshā) – miasto o statusie prefektury miejskiej w południowych Chinach, w prowincji Hajnan. Obejmuje terytoria spornych Wysp Paracelskich, Zhongsha i Spratly oraz ich wody terytorialne. Centrum administracyjne mieści się na wyspie Yongxing w archipelagu Wysp Paracelskich. Jest to miasto o najmniejszej powierzchni lądowej w Chinach – wynosi ona bowiem zaledwie 13 km², ale w granicach administracyjnych znajdują się ponad 2 miliony km² wód. Większość spośród zaledwie kilkuset mieszkańców stanowią zamieszkujący drewniane chaty rybacy.

## Historia
24 marca 1959 roku Rada Państwa utworzyła nową jednostkę administracyjną szczebla powiatowego (tzw. Biuro; chiń. 办事处), obejmującą Wyspy Paracelskie, Zhongsha i Spratly z siedzibą na wyspie Yongxing, która stała się formalnie częścią prowincji Guangdong. 4 marca 1969 roku jednostkę przemianowano na komitet rewolucyjny i pod taką nazwą funkcjonowała ona aż do 22 października 1981 roku, kiedy przywrócono pierwotne nazewnictwo. W 1988 roku jednostka administracyjna przeszła pod kontrolę nowo powstałej prowincji Hajnan.
Plany przekształcenia biura administracyjnego Wysp Paracelskich, Zhongsha i Spratly w miasto na prawach powiatu zostały ogłoszone przez rząd chiński pod koniec 2007 roku. Strona wietnamska odebrała zapowiedzi Chin jako prowokację i podważanie własnej suwerenności nad spornymi archipelagami. Ostatecznie 21 czerwca 2012 roku utworzone zostało miasto na prawach prefektury Sansha, tuż po zaostrzeniu się sporów terytorialnych między Chinami a Wietnamem o wyspy na Morzu Południowochińskim. Rząd chiński oświadczył oficjalnie, że utworzenie Sansha ma na celu wspomożenie rozwoju gospodarczego archipelagu oraz lepszą ochronę środowiska naturalnego, co rzekomo w sytuacji bezpośredniego administrowania przez władze prowincji Hajnan było utrudnione.